# Cèlia Marrasé Peña
Cèlia Marrasé Peña (Barcelona, 22 de gener de 1957) és una biòloga marina i oceanògrafa i investigadora catalana.
Llicenciada en Ciències biològiques a la Universitat de Barcelona el 1981, i doctorada el 1986 a la mateixa UB, amb treballs d'investigació dirigits pel doctor Ramon Margalef, Cèlia Marrasé treballa com a investigadora científica a l'Institut de Ciències del Mar de Barcelona (ICMCSIC) des de l'any 1997.
En acabar el doctorat, Marrasé s'incorporà a l'ICM per fer recerca i, posteriorment, amb una beca postdoctoral Fulbright, es traslladà a Woods Hole, a Massachusetts, on va treballar, entre 1988 i 1989, al Marine Biological Laboratory, i l'any següent, a la Woods Hole Oceanographic Institution. Allà va col·laborar amb el doctor R. Strickler, desenvolupant una línia de recerca important sobre l'efecte de la turbulència de petita escala en l'activitat d'alimentació de copèpodes marins. De retorn a l'Institut de Ciències del Mar de Barcelona, va continuar amb la seva línia de recerca sobre interacció entre els factors físics i fenòmens biològics en sistemes pelàgics. Més recentment, s'ha dedicat principalment a l'estudi de la producció i degradació de la DOM (dissolved organic matter, ‘matèria orgànica dissolta’) per processos fotoquímics i biològics.
Durant la seva trajectòria com a investigadora, la doctora Marrasé ha estat investigadora principal i ha participat en nombrosos projectes d'àmbit estatal. També ha estat coordinadora o investigadora principal de diversos projectes europeus. Ha participat en diverses ocasions com a coordinadora científica en nombroses campanyes oceanogràfiques, en regions que inclouen el Mediterrani, l'Àrtida, l'Antàrtic i els oceans Atlàntic i Índic. La seva contribució científica inclou vuitanta publicacions en revistes internacionals, l'edició de dos llibres i nombroses presentacions en congressos. Cal destacar la seva participació en tasques de gestió de l'activitat científica en l'àmbit català, estatal i internacional. Així, ha format part del Consell Directiu de la Societat Catalana de Biologia entre els anys 1999i 2003. ha estat cap del Departament de Biologia Marina i Oceanografia de l'ICM entre el 2009 i el 2014, i també ha exercit com a editora assistent de la revista Scientia Marina entre el 1998 i el 2001. També ha format part de diversos comitès de programes científics estatals i internacionals, i ha participat en l'organització de diversos congressos internacionals. L'any 2019 Marrasé va coordinar amb Jordi Camí l'informe titulat 'Canvi climàtic i salut a Catalunya', publicat per la Secció de Ciències Biològiques de l'IEC. Cèlia Marrasé també fou la presidenta de l'Asociación Ibérica de Ecología des de febrer del 2019 fins a febrer del 2023.
L'any 2017 Cèlia Marrasé s'incorporà com a membre numerari a la Secció de Ciències Biològiques de l'Institut d'Estudis Catalans (IEC).